# Santi Aquila e Priscilla (titre cardinalice)
Le titre cardinalice de Santi Aquila e Priscilla (Saints-Aquila et Priscille) a été créé par Jean-Paul II le 26 novembre 1994. Il est rattaché à l'église homonyme qui se trouve dans le quartier Portuense à Rome.

## Titulaires
- Jaime Lucas Ortega y Alamino (1994-2019)
- Juan de la Caridad García Rodríguez (2019-)